# La Farinera (Ivorra)
La Farinera és un edifici del municipi d'Ivorra (Segarra) inclòs en l'Inventari del Patrimoni Arquitectònic de Catalunya.

## Descripció

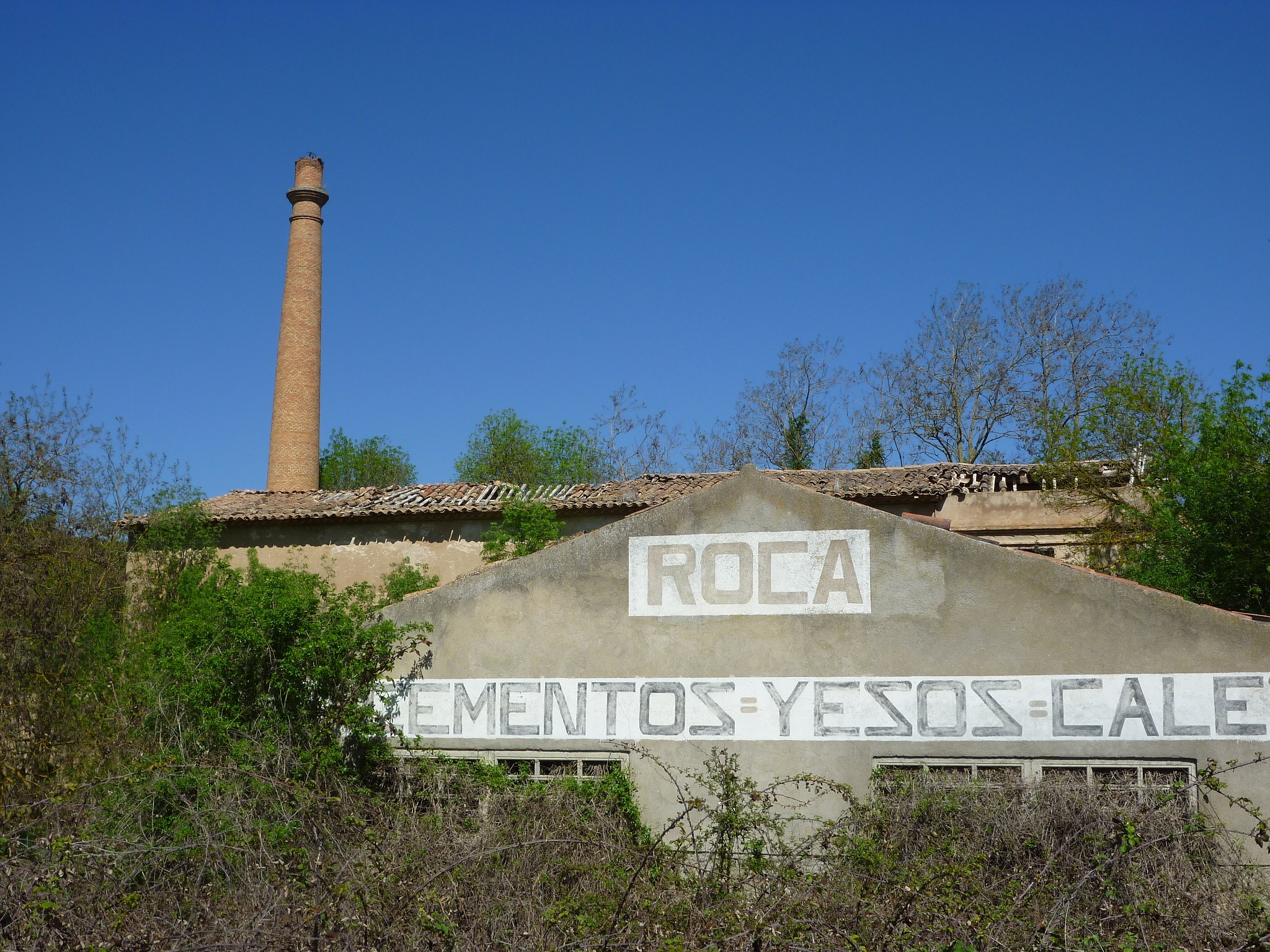
Façana sud

El conjunt d'edificis que es conserven actualment van tenir diferents utilitats al llarg del temps, primer va ser fàbrica de farina, després fàbrica de ciment, guix i calç, i també es va dedicar a l'extracció de carbó.
L'edifici originari de 1882, orientat al sud, és de planta rectangular amb coberta a dues aigües, estructurat amb soterrani, planta baixa, pràcticament invisibles a causa de la vegetació, primer pis i golfes, realitzats amb paredat i arrebossat superior. Les finestres estan realitzades amb maó, així com la xemeneia del forn situada a l'angle nord-oest de la façana. Els soterranis i la planta baixa s'utilitzaven en el procés industrial, mentre que el primer pis era utilitzat com habitatge pels treballadors.
Un segon edifici visible actualment i col·locat perpendicularment a l'originari, a causa de la reconversió cap a altres activitats industrials, presenta el mateix sistema constructiu i fou utilitzat com a magatzem. Cal destacar la façana encarada al sud on encara es conserva pintat el nom de la fàbrica de ciment: "ROCA/CEMENTOS=YESOS=CALES".

## Història
Originàriament es construí amb l'objectiu de substituir els tres molins fariners de la família Nuix, el molí Gros, el de la Farinera i el de Tarruella. A principis del segle XX es reconvertí en cimentera.